# 梁清遠
梁清遠（1606年—1683年），字邇之、葵石、無垢，號癭冠道人、雕丘、祓園，京師真定府真定縣（今河北省石家莊市正定縣）人，清朝政治人物。

## 生平
總角時，趙南星見而器重之；十六歲補諸生，為學使左光斗所賞拔。崇禎十五年（1642年），舉順天鄉試。清順治三年（1646年）登進士，授刑部主事。次年任稽勳司主事，后升文選司員外郎、考工司郎中，調文選司郎中、太常寺少卿提督四譯館。順治十一年（1654年），任大理寺卿，改兵部督補右侍郎。順治十三年（1656年），任戶部右侍郎督理錢法局，同年改吏部左侍郎。性好觀書，四十餘年，未嘗一日釋卷。晚年以病歸里。

## 家族
梁夢龍之曾孫。同辈兄弟梁清標、梁清寬，均科甲折桂，同列九卿。

## 著作
著有《稷园集》九卷、《史记》四卷、《文集》四卷、《词》一卷、《雕邱杂录》十八集等。